# Atractos contortus
Atractos · Atractosidae
Famille
Genre
Espèce
Atractos contortus, unique représentant du genre Atractos et de la famille des Atractosidae, est une espèce de Ciliés de la classe des Hypotrichea et de l’ordre des Stichotrichida.

## Étymologie
Le nom Atractos, dont le sens n'a pas été donné dans la description originale, dérive probablement du grec άτρακτος / átraktos, « fuseau ou flèche », en référence à la forme en fuseau de la cellule.

## Description
Atractos a un corps en cône, allongé et effilé vers l'arrière. Il possède quatre rangées de cirres et quatre rangées de cils en spirale, le long de la cellule. La zone adorale asymétrique des membranelles (AZM) est courte, limitée au quart antérieur du corps. On observe deux macronoyaux ovoïdes avec des micronoyaux adjacents, une vacuole contractile située dans le quart antérieur du corps.
Selon William A. Bourland (d), Atractos contortus a peut-être la ciliature la plus spiralée des hypotriches.

## Habitat et répartition
Atractos est un genre rare vivant en eau douce. L'espèce Atractos contortus a été isolée à l'origine en Hongrie, dans des détritus d'une flaque boueuse peu profonde sur la rive du ruisseau Kalános. Elle se nourrit de diatomées.
En 2015, pour la première fois depuis sa découvert en Europe, l'espèce a été isolée au Canada (dans la province de l'Alberta) et a pu être étudiée par des méthodes modernes.

## Systématique
L'espèce Atractos contortus a été décrite en 1950 par le microbiologiste hongrois Béla Vörösváry initialement dans la famille des Oxytrichidae, comme unique espèce du genre Atractos. L'espèce et le genre ont été déplacés dans la famille des Spirofilidae en 2000, puis isolés dans la famille monotypique des Atractosidae par le taxinomiste américain William A. Bourland (d), en 2015.